# Копнинское (Пошехонский район)
Копнинское — деревня в Пошехонском районе Ярославской области России. Входит в состав Ермаковского сельского поселения.

## География
Деревня находится в северной части области, в подзоне южной тайги, на правом берегу реки Конгоры, на расстоянии примерно 26 километров (по прямой) к северо-западу от города Пошехонье, административного центра района. Абсолютная высота — 120 метров над уровнем моря.

### Климат
Климат характеризуется как умеренно континентальный, с продолжительной холодной зимой и коротким умеренно тёплым летом. Среднегодовая температура воздуха — 2,9 — 3,5 °C. Годовое количество атмосферных осадков — 500—750 мм, из которых большая часть выпадает в тёплый период. Преобладающее направление ветра юго-западное.

### Часовой пояс
Копнинское, как и вся Ярославская область, находится в часовой зоне МСК (московское время). Смещение применяемого времени относительно UTC составляет +3:00.

## Население
| 2007 | 2010 |
| ---- | ---- |
| 68   | ↗73  |

### Национальный состав
Согласно результатам переписи 2002 года, в национальной структуре населения русские составляли 98 % из 82 чел.

## Инфраструктура
Ермаковский дом культуры.

## Общественный транспорт
Копнинское обслуживается пригородным автобусным маршрутом № 119 Пошехонье — Зинкино. Ближайшая остановка общественного транспорта «Ермаково» находится в 1 км от деревни.

## Улицы
Набережная реки Конгора, Петровская.